# 乔治市渡轮码头
拉惹敦乌达渡轮码头（英語：Ferry slip），通称乔治市渡轮码头（Georgetown Ferry Terminal）、槟岛渡轮码头，或海墘码头（槟城福建话：hái-kîⁿ bé-thâu），是位于马来西亚槟城乔治市的一座渡轮码头。
乔治市渡轮码头座落在乔治市坡底海墘街 ，是往返槟岛乔治市与威省北海的槟城渡轮服务停靠点，码头于1959年建成。渡轮码头毗邻海墘巴士总站，渡轮乘客可以乘坐槟城快捷通公共巴士前往市内各地。

## 历史

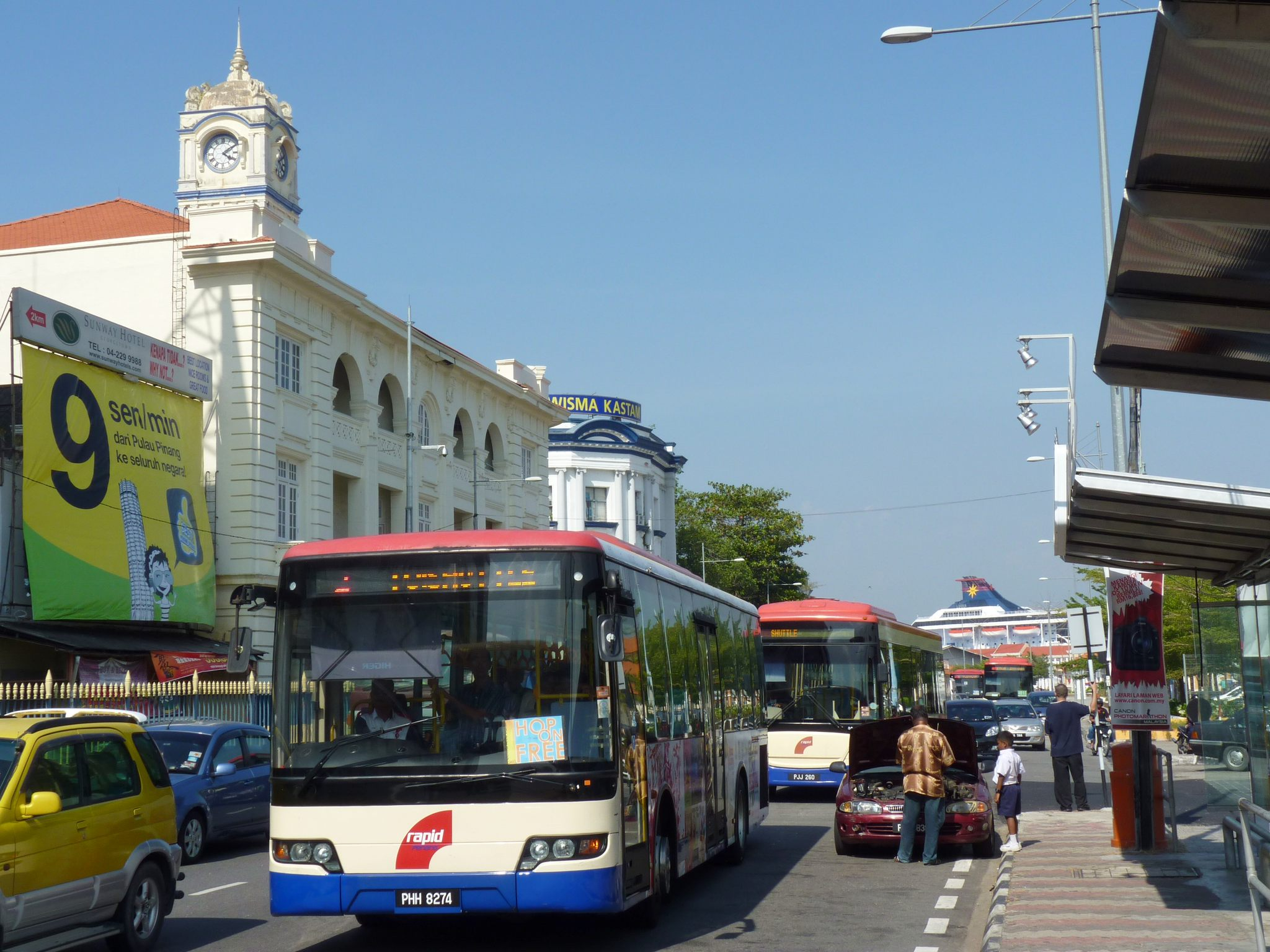
乔治市渡轮码头槟城快捷通巴士

1894年，槟岛和威省两岸之间的首个跨海载客渡轮服务开始运作，是由航运业者柯孟淇兄弟经营。1901年，马来联邦铁路渡轮码头（FMSR Pier）建成，就位于现今的乔治市渡轮码头位置。该码头长644米，是当时海墘街上最长的码头。载有火车乘客的渡轮，往返北海和乔治市时就会在此停靠。
1924年，槟城港务局接手渡轮管理权。1925年，能运载乘客和汽车的渡轮服务开始投入运营，往返于槟岛海墘的义兴街码头（Church Street Pier）和对岸北海峇眼賴的密芝爾码头（Mitchell's Pier）。
义兴街码头最终在1959年被现今的拉惹敦乌达渡轮码头取代。该渡轮码头是以拉惹乌达（Raja Uda bin Raja Muhammad）命名，他是1957年马来亚独立后的槟城第一任州元首。
2017年8月，国家基建公司接管拉惹敦乌达渡轮码头，并把槟城渡轮服务易名为“Rapid Ferry”。直至2021年槟城港口私人有限公司（Penang  Port Sdn. Bhd.）接手渡轮管理权，但能够承载汽车的旧式双层渡轮也正式退役，而以双体船（catamaran）取代。
2023年8月，槟城渡轮复航，4艘新式渡轮正式投入运营。新渡轮可以承载150人及50辆摩哆车和脚车，航程耗时10分钟。

## 渡轮服务
截至2023年8月，共有4艘渡轮运营，船名皆以槟城特色港湾命名。渡轮服务往返于乔治市拉惹敦乌达渡轮码头和北海苏丹阿都哈林渡轮码头。

### 渡轮码头
| 地图                       | 位置   | 码头                                                       | 图片 |
| -------------------------- | ------ | ---------------------------------------------------------- | ---- |
| 乔治市渡轮码头北海渡轮码头 | 乔治市 | 拉惹敦乌达渡轮码头 （Raja Tun Uda Ferry Terminal）         |      |
| 乔治市渡轮码头北海渡轮码头 | 北海   | 苏丹阿都哈林渡轮码头 （Sultan Abdul Halim Ferry Terminal） |      |

### 渡轮
| 状态 | 上层甲板             | 船名                       | 启用年份 | 载重吨位 | IMO船舶识别号 |
| ---- | -------------------- | -------------------------- | -------- | -------- | ------------- |
| 运营 | 乘客、摩托车、自行车 | 直落巴巷号（Teluk Bahang） | 2023     | 150      | 9977610       |
| 运营 | 乘客、摩托车、自行车 | 直落杜蓉号（Teluk Duyung） | 2023     | 150      | 9977646       |
| 运营 | 乘客、摩托车、自行车 | 直落公巴号（Teluk Kumbar） | 2023     | 150      | 9977622       |
| 运营 | 乘客、摩托车、自行车 | 直落甘比号（Teluk Kampi）  | 2023     | 150      | 9977634       |